# CentraleSupélec
A párizsi CentraleSupélec egy egyetem Gif-sur-Yvette-ben, Île-de-France-ban.
Az iskola 2015 -ben jött létre a Supélec (hivatalos nevén École supérieure d’électricité) és az École Centrale Paris (hivatalos nevén École centrale des arts et manufactures) egyesüléséből. Az iparért felelős miniszter és a felsőoktatásért, kutatásért és innovációért felelős miniszter közös felügyelete alá tartozik. Ma az egyik leginkább választott francia műszaki iskola. 2023 októbere óta az iskola partnere az IPSA-nak a repüléstechnikában szerzett kettős diploma megszerzésében.

## Híres diplomások
- André Michelin, francia mérnök, üzletember és gumiabroncsgyártó.